# Dolor radicular
El dolor radicular o radiculàlgia és un dolor "irradiat" al llarg del dermatoma (distribució sensorial) d'un nervi a causa d'una inflamació o una altra irritació de l'arrel nerviosa (radiculopatia). Una forma comuna de dolor radicular és la ciàtica: un dolor radicular que s'irradia al llarg del nervi ciàtic des de la columna vertebral fins a la part baixa de l'esquena, la natja, la part posterior de la cuixa, el panxell i el peu sovint secundari a la irritació de l'arrel nerviosa per una hèrnia discal o d'osteòfits de la regió lumbar de la columna. La radiculitis indica una inflamació de l'arrel nerviosa espinal, que pot provocar dolor en la distribució d'aquest nervi sense debilitat, a diferència de la radiculopatia. Quan el dolor irradiant s'associa amb entumiment o debilitat, el diagnòstic és de radiculopatia si la lesió es troba a l'arrel nerviosa i de mielopatia si és a la medul·la espinal.